# Catálogo Messier

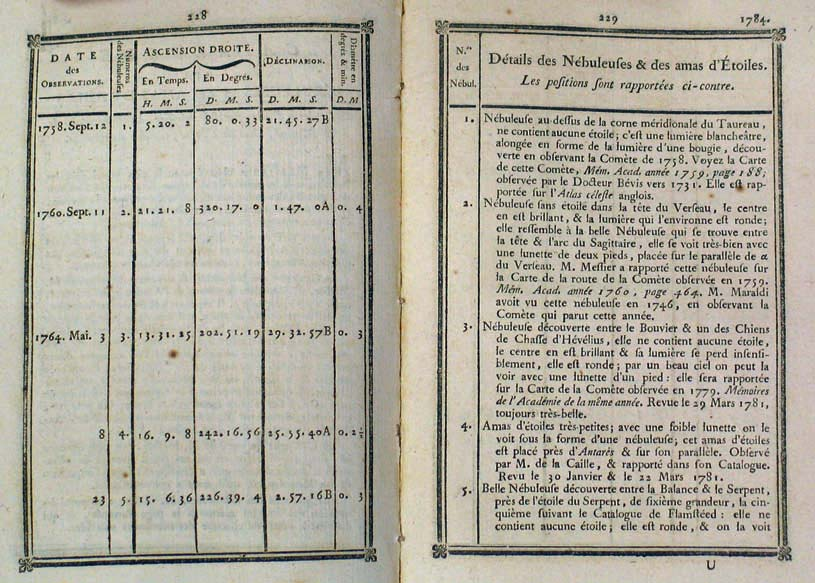
Primeira página do Catálogo Messier, contendo os objetos M1 ao M5. O catálogo está contido a partir da página 118 do almanaque francês connaissance des temps, de 1784

O Catálogo Messier é um catálogo astronômico composto por 110 objetos do céu profundo, compilado pelo astrônomo francês Charles Messier entre 1764 e 1781. Originalmente com o nome "Catalogue des Nébuleuses et des amas d'Étoiles, que l'on découvre parmi les Étoiles fixes sur l'horizon de Paris" (Catálogo de Nebulosas e Aglomerados Estelares Observados entre as Estrelas Fixas sobre o Horizonte de Paris), foi construído com objetivo de identificar objetos do céu profundo, como nebulosas, aglomerados estelares e galáxias que poderiam ser confundidos com cometas, objetos de brilho fraco e difusos no céu noturno.
Antes de Messier, vários outros astrônomos elaboraram catálogos semelhantes, como a lista de seis objetos de Edmond Halley, o catálogo de William Derham, baseado no catálogo de estrelas de Johannes Hevelius, o Prodomus Astronomiae, o Catálogo das Nebulosas do Sul de Nicolas Louis de Lacaille, de 1755, bem como as listas de Giovanni Domenico Maraldi e Guillaume Le Gentil e Jean-Philippe de Chéseaux. Os diferentes objetos do catálogo são designados pela letra M seguida de um número, que corresponde à ordem cronológica das descobertas ou inclusões: assim, M1 corresponde ao primeiro objeto catalogado, enquanto que a galáxia de Andrômeda, conhecida desde a Idade Média, é apenas o objeto M31. Os objetos do catálogo, conhecidos como "Objetos Messier", também constam em outros catálogos mais recentes, como o New General Catalogue (NGC).

## História

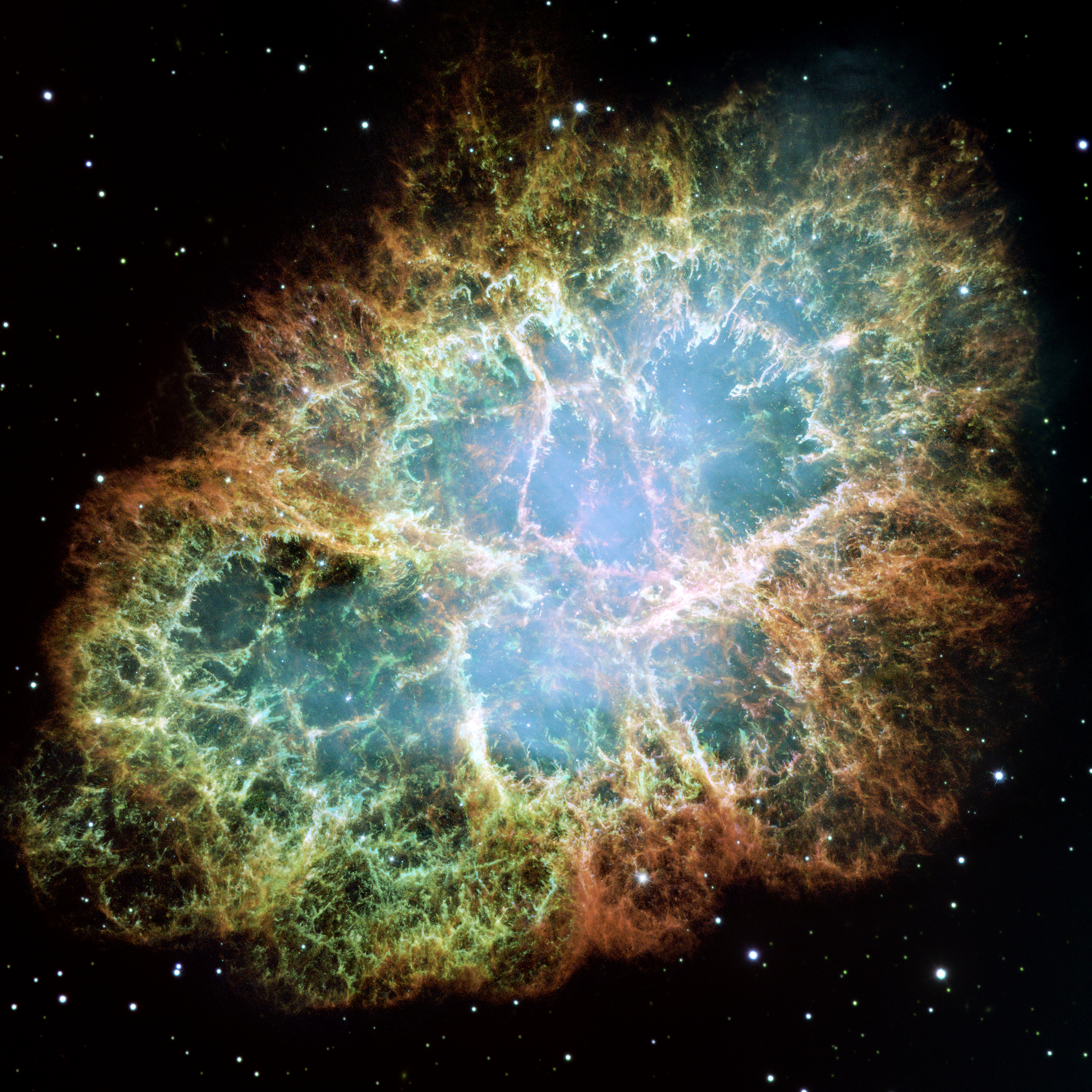
A nebulosa do Caranguejo (M1), a primeira entrada do Catálogo Messier

Messier foi motivado a elaborar o catálogo enquanto estava à procura do cometa Halley em 1758. Segundo os cálculos orbitais de Joseph-Nicolas Delisle, chefe do observatório astronômico onde ele trabalhava, Halley reapareceria na constelação do Touro. Enquanto observava o céu noturno à procura de Halley, descobriu independentemente outro cometa e um objeto de aparência semelhante, mas que não se movia em relação às estrelas vizinhas, sendo o primeiro objeto do céu profundo descoberto pelo astrônomo francês. Esse objeto é conhecido atualmente como a Nebulosa do Caranguejo, o remanescente da supernova de 1054.
Com o objetivo de não mais confundir esses objetos difusos e fixos com cometas, Messier decidiu procurar outros objetos que poderiam enganar a si próprio e a outros astrônomos e decidiu incluí-los em um catálogo que descrevesse suas posições exatas e características. Segundo o próprio astrônomo:
"O que me levou a construir o catálogo foi a descoberta da nebulosa I acima do chifre sul de Touro em 12 de setembro de 1758, enquanto observava o cometa daquele ano. Esta nebulosa tinha tamanha semelhança com um cometa em sua forma e brilho e me esforcei para encontrar os outros, de modo que os astrônomos não mais confundissem estas mesmas nebulosas com cometas."

### Objetos 2 a 45

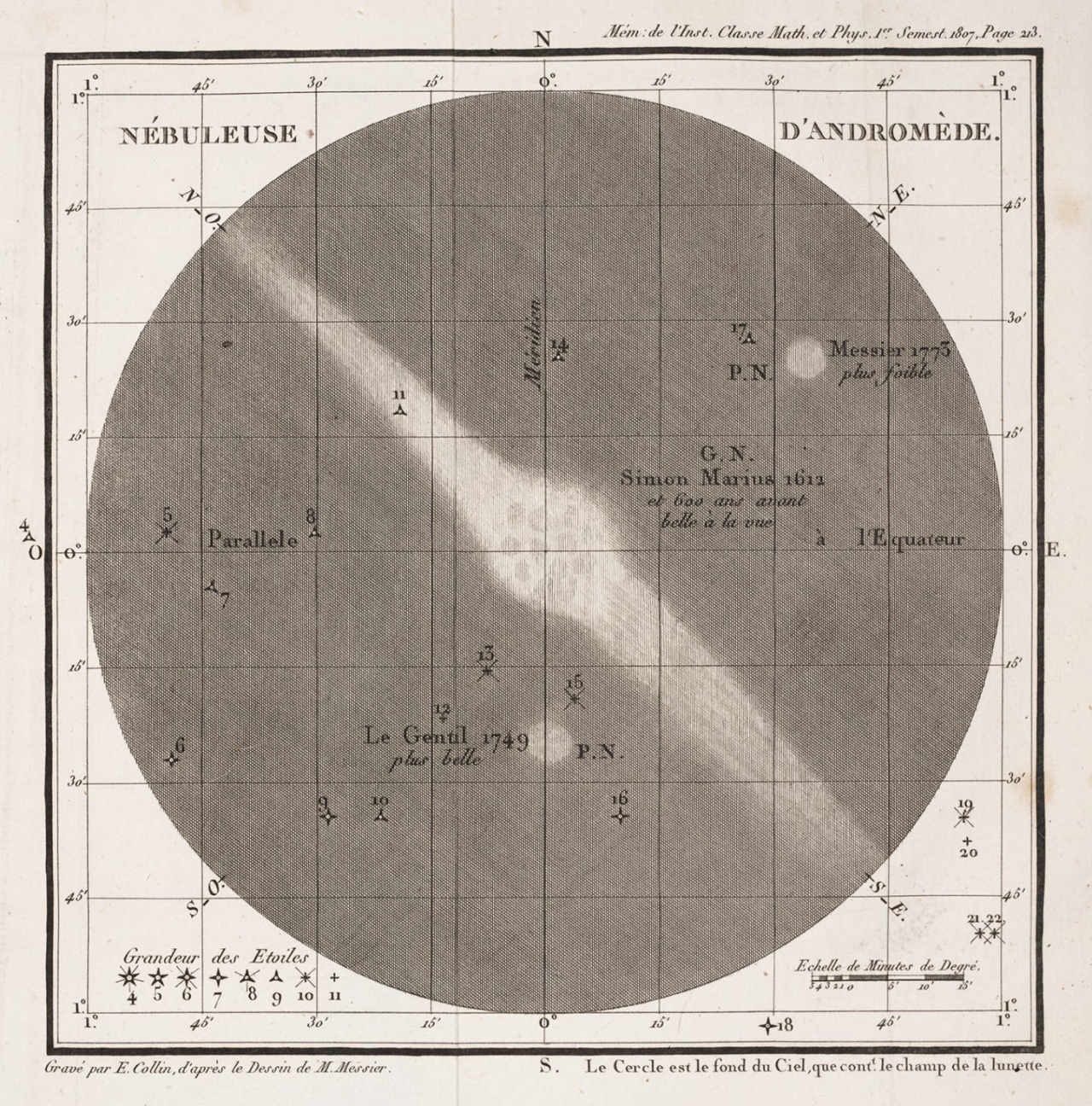
Esboço da "nebulosa" de Andrômeda, por Charles Messier

Antes mesmo de descobrir o seu primeiro objeto, Messier registrou a observação do objeto M32, vizinho à galáxia de Andrômeda (M31). Em 11 de setembro de 1760, (re)descobriu sua segunda nebulosa, M2, que havia sido descoberto anteriormente por Jean-Dominique Maraldi exatos 14 anos antes. O objeto recém-descoberto já estava constado na carta celeste desenhado por ele mesmo e que mostrava a trajetória do cometa Halley, redescoberto em 25 de dezembro de 1758 por Johann Georg Palitzsch. Foi descrita por Messier como uma nebulosidade ausente de estrelas, embora seja um aglomerado globular composta de mais de 150 000 estrelas.

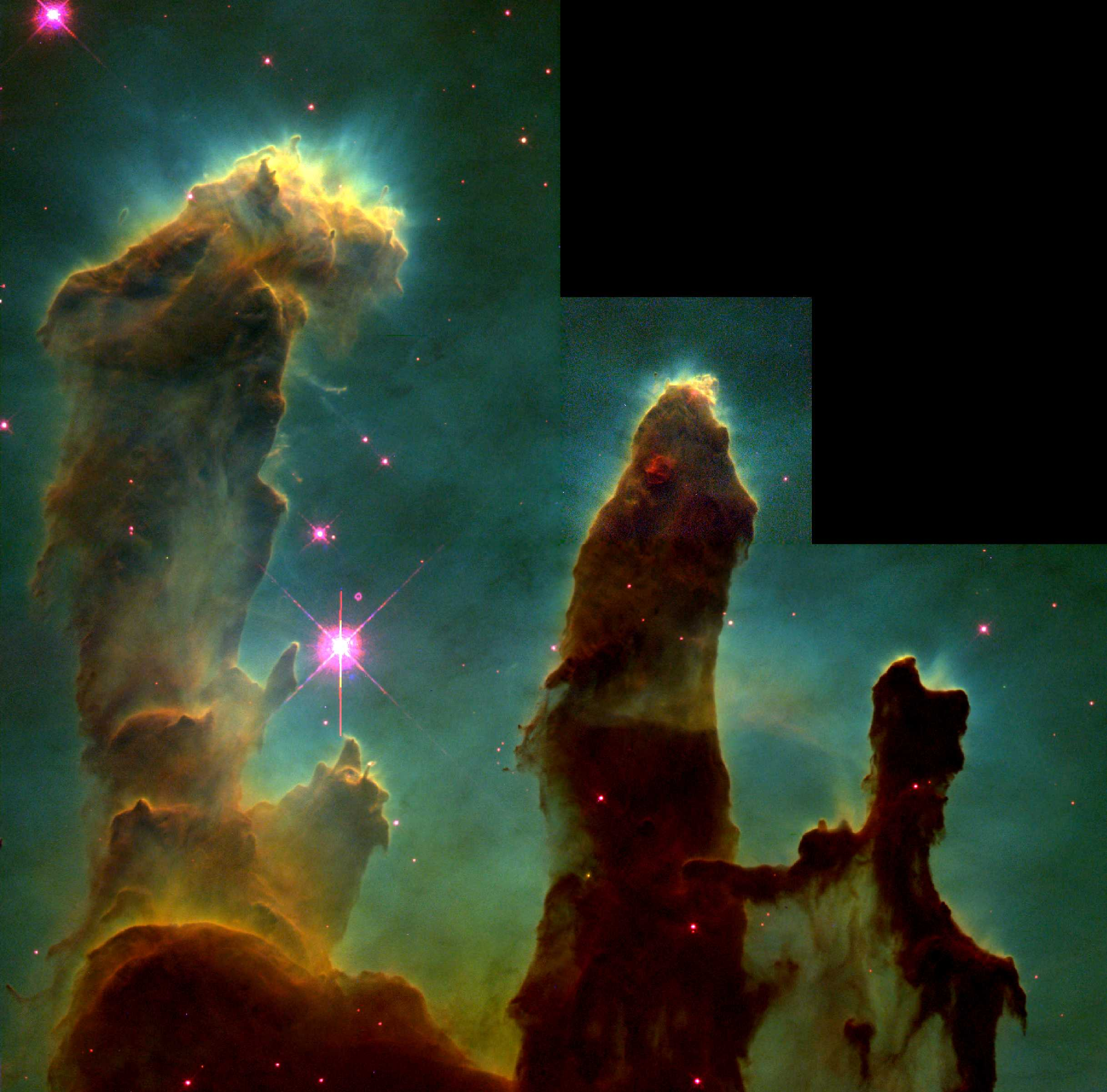
Os "pilares da Criação" no interior da nebulosa da Águia (M16).

Em 3 de maio de 1764 descobriu seu terceiro objeto, sua primeira descoberta original. A descoberta levou-o a examinar extensivamente o céu noturno em busca de outros objetos semelhantes com o intuito de não confundi-los com cometas. Àquela época, Guillaume Le Gentil publicava sua obra sobre nebulosas e é possível que Messier soubesse do evento, decidindo empreender uma pesquisa própria e independente do céu noturno à procura de novos objetos do céu profundo. Naquele ano, descobriu originalmente 19 novos objetos e listou todos os outros objetos descritos em catálogos semelhantes disponíveis à época que pôde ver. Até 1764, foram compilados 40 objetos no total.
Descobriu também 11 falsos positivos dos outros catálogos durante sua pesquisa, embora tenha decidido incluir  Messier 40, uma estrela dupla e não um objeto difuso, como os outros elementos de seu catálogo.

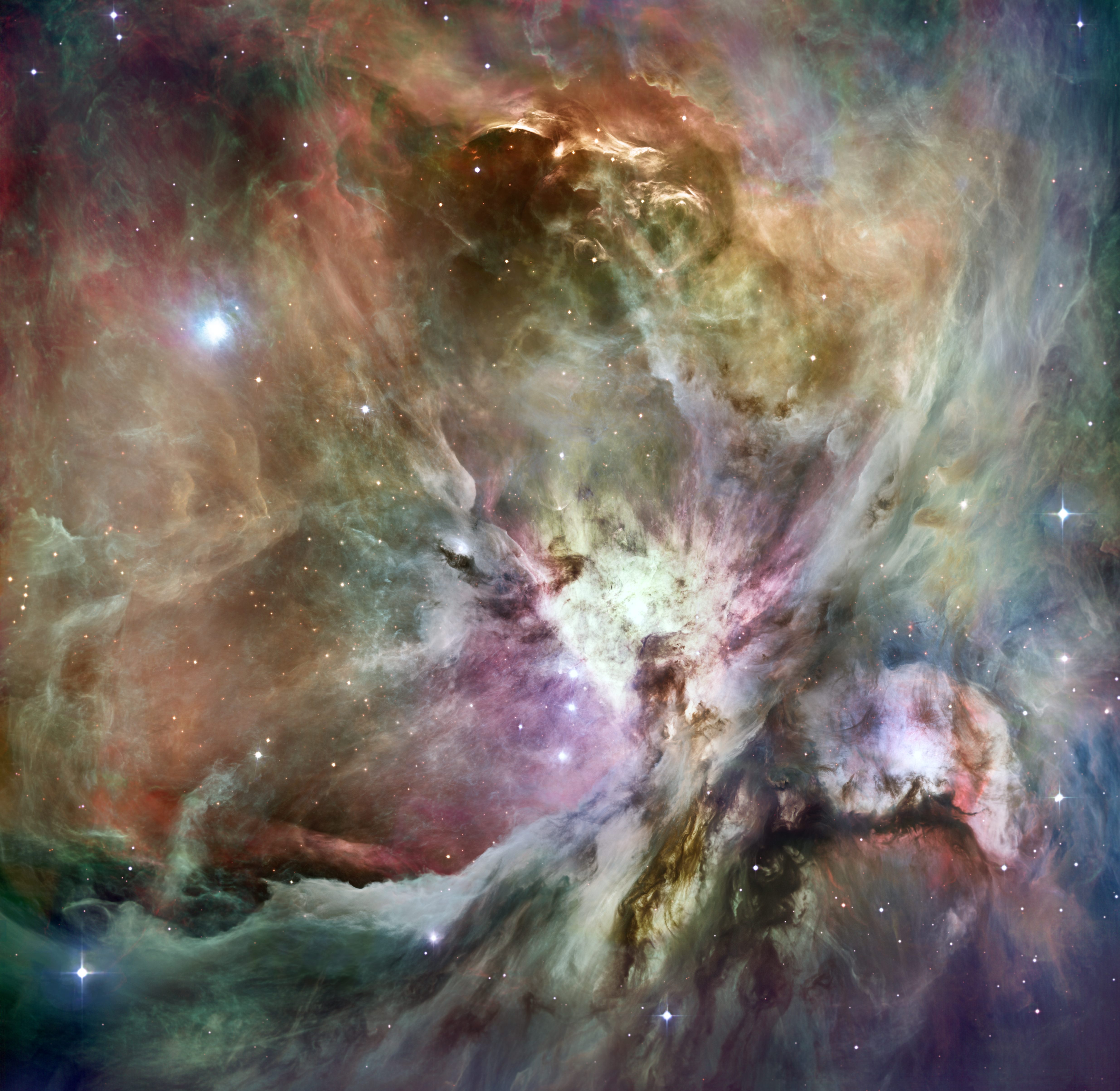
A nebulosa de Orion (M42).

Após descobrir o aglomerado estelar Messier 41 no início de 1765. ocupou-se nos três anos seguintes com outras atividades e deixou a elaboração do catálogo em segundo plano. Contudo, decidiu publicar a primeira versão de seu catálogo em 1769, talvez para apoiar suas ambições para entrar no seleto grupo de cientistas da Académie des sciences. Com o intuito de deixá-lo o mais completo catálogo de objetos do céu profundo da época, superando em três o número de objetos no catálogo de Nicolas Louis de Lacaille, decidiu incluir os objetos M42 ao M45, a nebulosa de Orion, aglomerado do Presépio e as Plêiades, objetos bem-conhecidos desde a Antiguidade. Deixou esta intenção clara na introdução da primeira edição seu catálogo, onde queria apresentar um catálogo "mais completo" comparado às obras anteriores.
Finalmente apresentou sua primeira versão do catálogo à Académie des sciences em 16 de fevereiro de 1771; foi a sua primeira obra apresentada à Academia, seguida por muitas outras sobre outros ramos da astronomia. No catálogo, Messier descreve cuidadosamente suas observações de cada objeto, dando a posição de cada objeto na esfera celeste, além de descrever descobertas e observações de outros astrônomos anteriores a ele. Como apêndice, descreve as 11 nebulosas descritas em outros catálogos que não foi capaz de encontrar, além de uma descrição mais extensa e um desenho completo da nebulosa de Orion, incluindo a nebulosa de De Mairan (Messier 43).

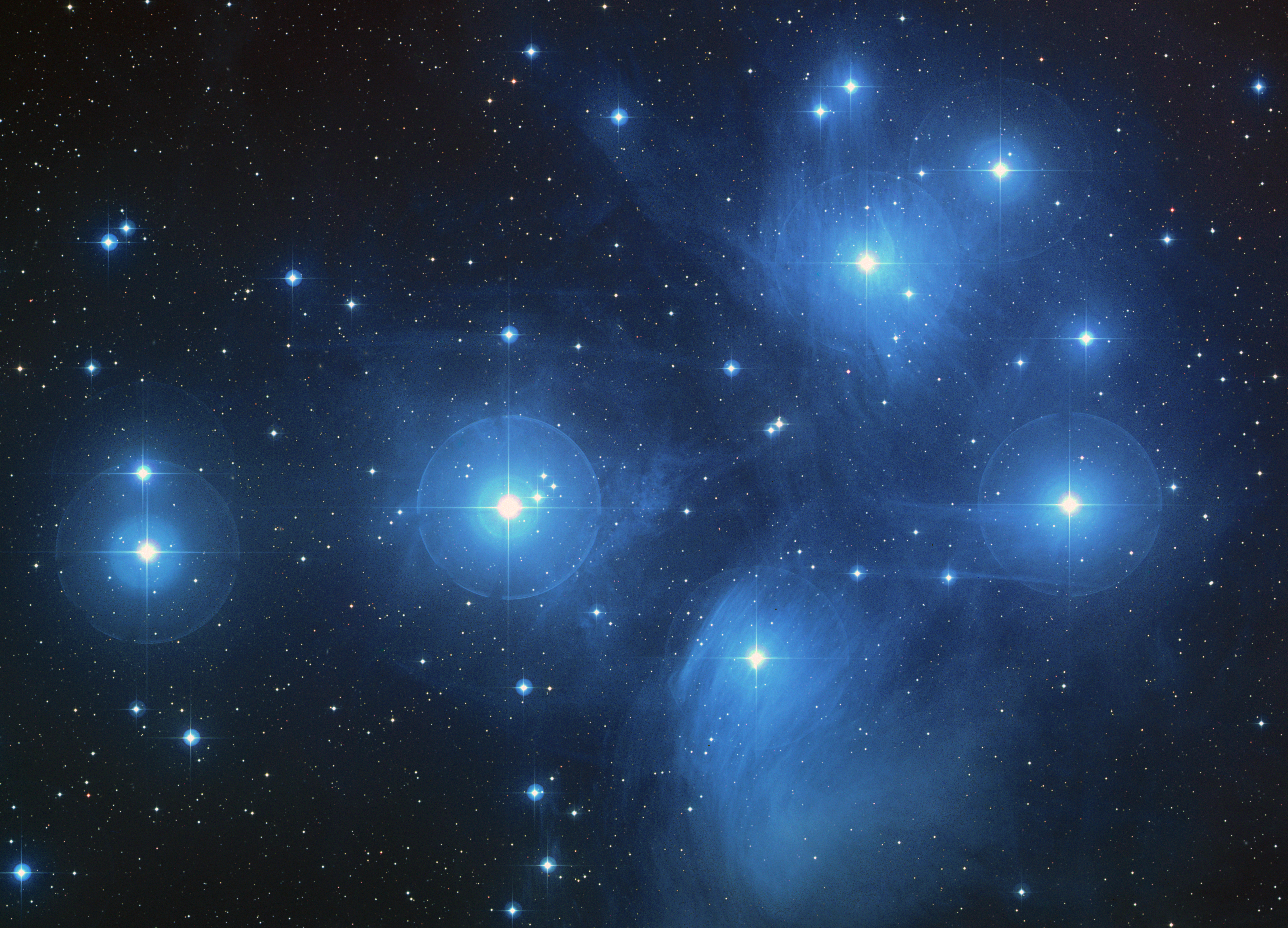
As Plêiades (M45), o mais brilhante aglomerado estelar no céu noturno.

A primeira versão do catálogo de Messier lista quase todos os objetos do céu profundo que eram conhecidos anteriormente e que observáveis da latitude de Paris, além de 29 descobertas independentes, sendo 18 originais. Dos 45 objetos, 33 são aglomerados estelares (19 aglomerados abertos e 14 aglomerados globulares), 7 nebulosas (5 nebulosas difusas, uma nebulosa planetária e um remanescente de supernova), 3 galáxias e dois outros objetos (Messier 24 é uma parte destacada de um dos braços da Via-Láctea e Messier 40 uma estrela dupla). Os objetos de maior brilho desta primeira versão são as Plêiades (M45), a galáxia de Andrômeda (M31), o aglomerado estelar do Presépio (M44), a nebulosa de Orion (M42) e o aglomerado estelar Messier 7, na constelação do Escorpião. Por outro lado, os objetos de menor brilho são Messier 43, vista com mais facilidade devido à presença de seu vizinho no céu, a nebulosa de Orion (M42), a estrela dupla M40 e o primeiro objeto do catálogo, a nebulosa do Caranguejo (M1). Segundo o astrônomo Brian A. Skiff, 29 dos 45 objetos são visíveis a olho nu com excelentes condições de observação. Messier 40 (a estela dupla Winnecke 4) é o único desses objetos que apresentou dificuldades de identificação, sendo uma incógnita por mais de 180 anos; embora o objeto e sua posição fossem bem descritos por Messier, apenas em 1966 John Mallas identificou o par de estrelas.

### Objetos 46 a 68

A galáxia do Rodamoinho (M51) e sua galáxia satélite NGC 5195.

Três noites após a apresentação de seu catálogo, Charles Messier observou mais quatro objetos nebulosos, Messier 46 ao Messier 49. Para dois deles, Messier 47 e Messier 48, não procedeu com os cuidados usuais e cometeu erros ao reduzir os dados de suas posições; ficaram perdidos até as suas identificações já no século XX. Messier 49 também foi a primeira galáxia descoberta pertencente ao aglomerado de galáxias de Virgem.
Nos anos seguintes, razões privadas e outras atividades e interesses impediram o astrônomo de continuar seu trabalho com os objetos do céu profundo e apenas algumas descobertas foram feitas como produto de outros empreendimentos, particularmente a observação de cometas. Em 7 de junho de 1771, descobriu o objeto Messier 62, mas apenas mediu a sua posição de forma aproximada, incluindo-o no catálogo apenas em 1779. Ao observar um cometa, encontrou outro aglomerado estelar, Messier 50, adicionado ao catálogo em 5 de abril de 1772. Em 10 de outubro de 1773, descobriu o segundo objeto mais brilhante vizinho à galáxia de Andrômeda, Messier 110, mas devido a razões desconhecidas nunca o catalogou e publicou sua descoberta apenas em 1798 em um desenho relativo à galáxia de Andrômeda (na edição de 1801 do almanaque francês Connaissance des temps). Encontrou o objeto Messier 51 três dias mais tarde, e o objeto Messier 52 foi descoberto quase um ano mais tarde, em 7 de setembro de 1774. Após dois anos e meio de inatividade, descobriu o objeto Messier 53 em 26 de fevereiro de 1777, descoberto previamente por Johann Elert Bode. Encontrou mais duas outras nebulosas, os objetos Messier 54 e Messier 55, em 24 de julho de 1778. M54 é mais uma descoberta original, mas M55 foi uma das nebulosas catalogadas por Lacaille que Messier não havia encontrado durante o seu primeiro empreendimento, em julho de 1764, talvez por usar instrumentação inferior à época e devido à inexperiência.

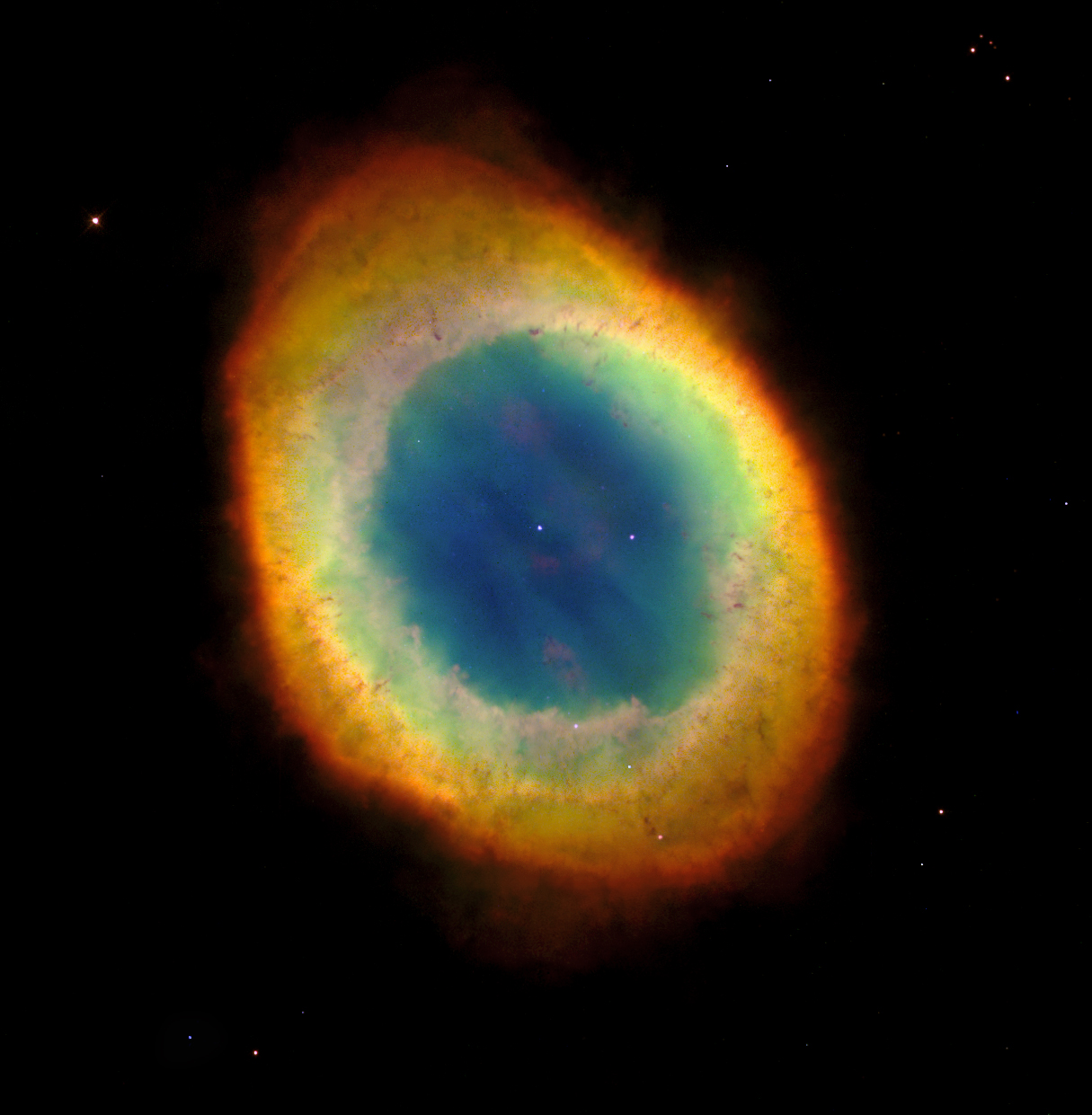
A nebulosa do Anel (M57).

Após a descoberta do cometa de 1779, Messier descobriu várias nebulosas novas ao longo de sua trajetória aparente. Seguindo-o até 19 de maio de 1779, observou mais seis objetos, Messier 56 ao Messier 61. Descobriu M56 no mesmo dia que redescobriu o cometa em 19 de janeiro daquele ano. Doze dias mais tarde descobriu a nebulosa do Anel (Messier 57), que havia sido descoberto anteriormente naquele mesmo mês por Antoine Darquier. Quando o cometa passou pela região do aglomerado de galáxias de Virgem, vários novos objetos foram descobertos em um curto período de tempo. Foram descobertos independentemente por Messier, em Paris, Johann Gottfried Köhler, em Dresden, e Barnaba Oriani, em Milão. Messier originalmente descobriu o objeto Messier 58 e encontrou os objetos Messier 59 e Messier 60 em 15 de abril. Também descobriu Messier 61 em 5 de maio, mas confundiu-o com o próprio cometa, identificando-o como uma nebulosa apenas seis dias mais tarde. M59 e M60 haviam sido descobertos por Köhler em 11 de abril, quatro dias antes da descoberta de Messier, embora Köhler não tenha encontrado M58. Oriani foi o primeiro a identificar o objeto M61 em 5 de maio, mesmo dia que Messier havia confundido-o com o cometa.
Em 4 de junho, finalmente conseguiu obter uma boa posição para o objeto Messier 62, que havia descoberto em 1771. Dez dias mais tarde, observou e mediu a posição do objeto Messier 63, a primeira descoberta de seu amigo Pierre Méchain, que havia conhecido em 1774.

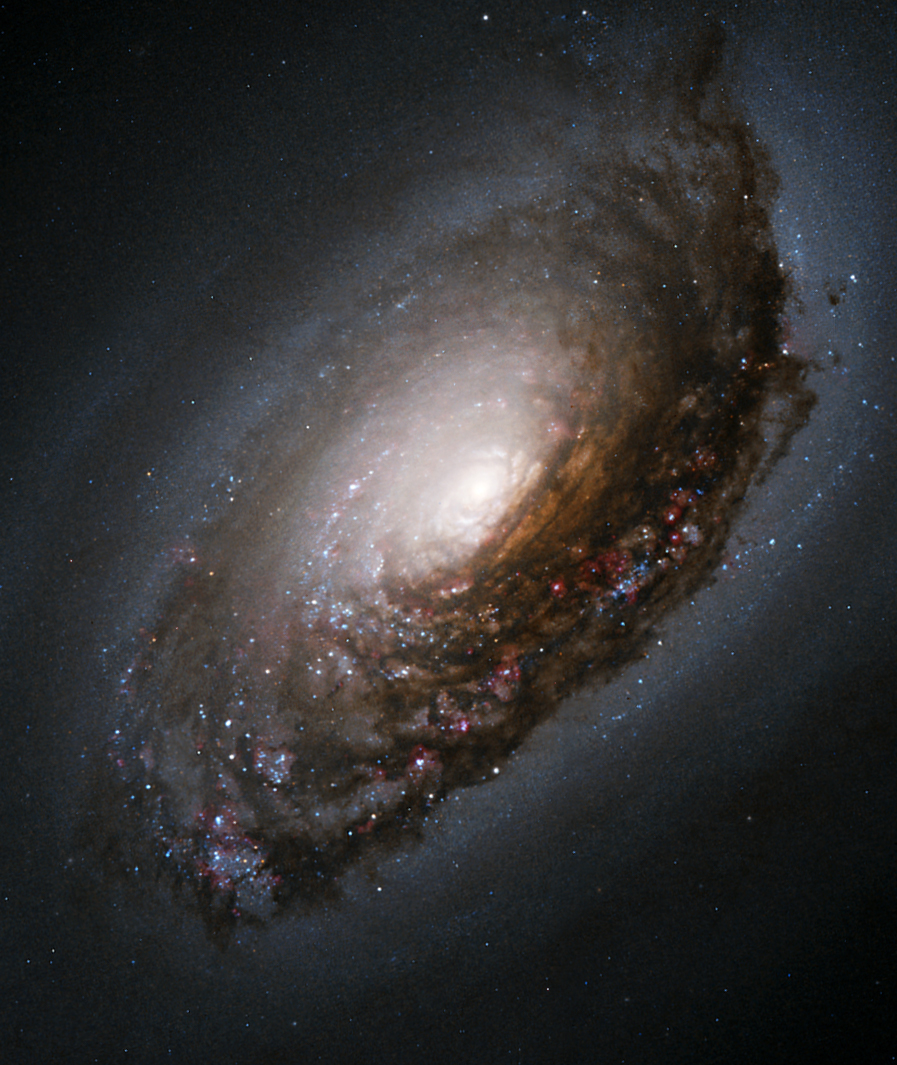
A galáxia Olho Negro (M64).

Em 1 de março de 1780, Messier adicionou ao catálogo os objetos Messier 64, Messier 65 e Messier 66. Não sabia que M64 havia sido descoberto quase um ano antes (23 de março de 1779) por Edward Pigott e doze dias depois por Bode, mas os objetos M65 e M66 são descobertas originais. Em 6 de abril, encontrou o objeto Messier 67, não sabendo que Köhler já havia descoberto o objeto antes. Descobriu Messier 68 dias mais tarde, o último objeto da segunda edição de seu catálogo, impressa em 1780 no Connaissance des temps para o ano de 1783.
A segunda edição do catálogo contém objetos com brilhos significativamente mais fracos do que a primeira versão, evidenciando o aumento da capacidade dos instrumentos de Messier, não desconsiderando o enriquecimento de experiência do astrônomo. Os objetos mais esmaecidos desta versão são os objetos Messier 58 e Messier 61, pertencentes ao aglomerado de galáxias de Virgem, ambos de magnitude aparente de 9,7. Dos 23 novos objetos da segunda edição, do Messier 46 ao Messier 68, apenas Messier 55 havia sido relatado antes por Lacaille, e Messier 63, relatado a Messier por Méchain. Das 21 descobertas independentes, 14 são descobertas originais. Dos 23 objetos, 12 são aglomerados estelares (6 abertos e 6 globulares), uma nebulosa planetária (Messier 57) e 10 galáxias, 5 delas pertencentes ao aglomerado de Virgem. Segundo Brian A. Skiff, sob condições excelentes de observação, apenas 5 dos 23 objetos são visíveis a olho nu.

### Finalização do catálogo

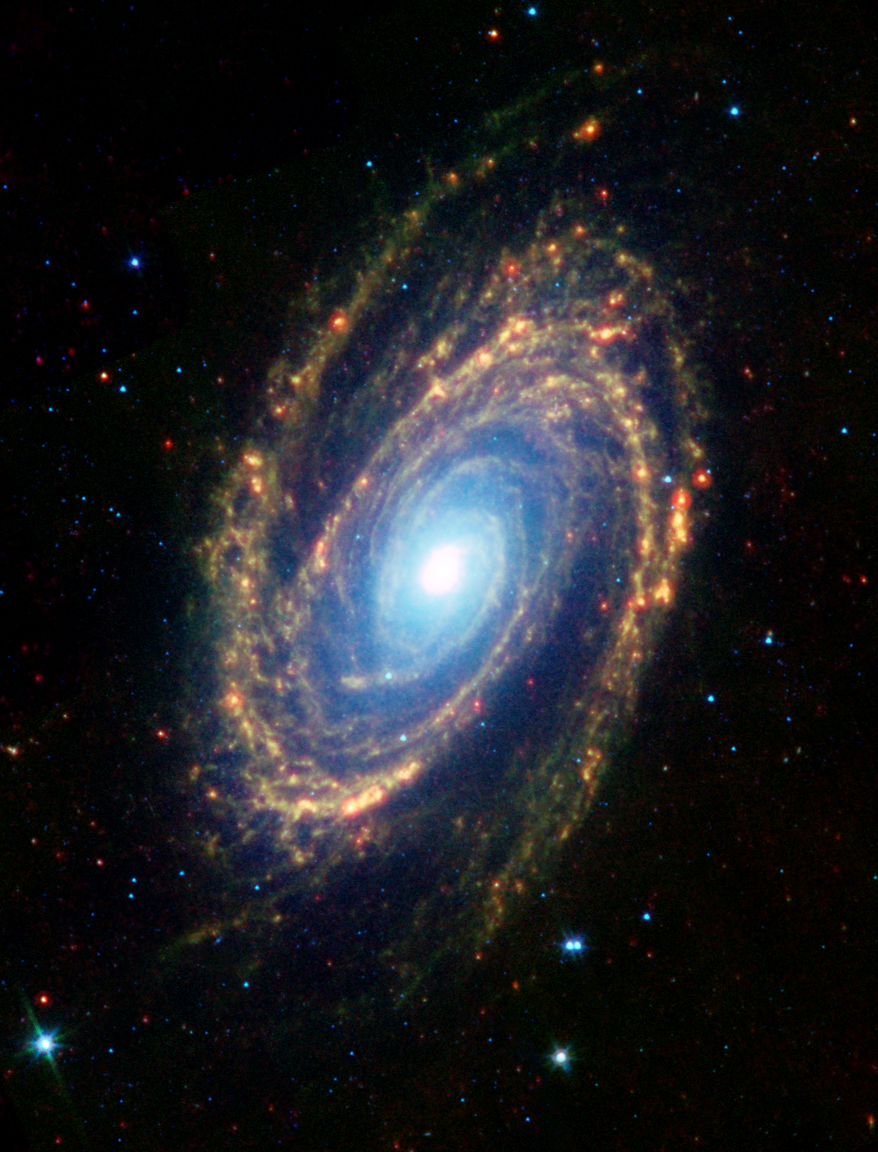
A galáxia de Bode (M81).

Suas duas próximas descobertas são os objetos Messier 69 e Messier 70, dois aglomerados globulares na constelação de Sagitário. Foram incluídos no apêndice da segunda versão do catálogo e ambos são descobertas originais, embora o astrônomo francês supusesse que M69 era idêntico a uma nebulosa do catálogo de Lacaille que ele mesmo tentara observar anos antes sem sucesso.
Em seguida, Messier e Méchain iniciaram um grande empreendimento para incrementar o número de nebulosas e aglomerados catalogados. No fim de 1780, Messier havia descoberto todos os objetos até Messier 79 e, em abril de 1781, o número de objetos havia aumentado para 100. A maior parte dos objetos entre Messier 71 e Messier 82 foram descobertos por Méchain, conferidos e medidos por Messier para incluí-los definitivamente ao seu catálogo. As exceções são os objetos Messier 73, um asterismo de quatro estrelas, e Messier 80, descoberto originalmente por Messier e redescoberto independentemente por Méchain horas depois. Messier 81 e Messier 82, redescobertos por Méchain em agosto de 1779, já haviam sido descobertos por Bode em 1774. Em 17 de fevereiro de 1781, Messier descobriu o objeto Messier 83, já descoberto por Lacaille em 1752, uma das nebulosas que ele não havia encontrado em 1764.

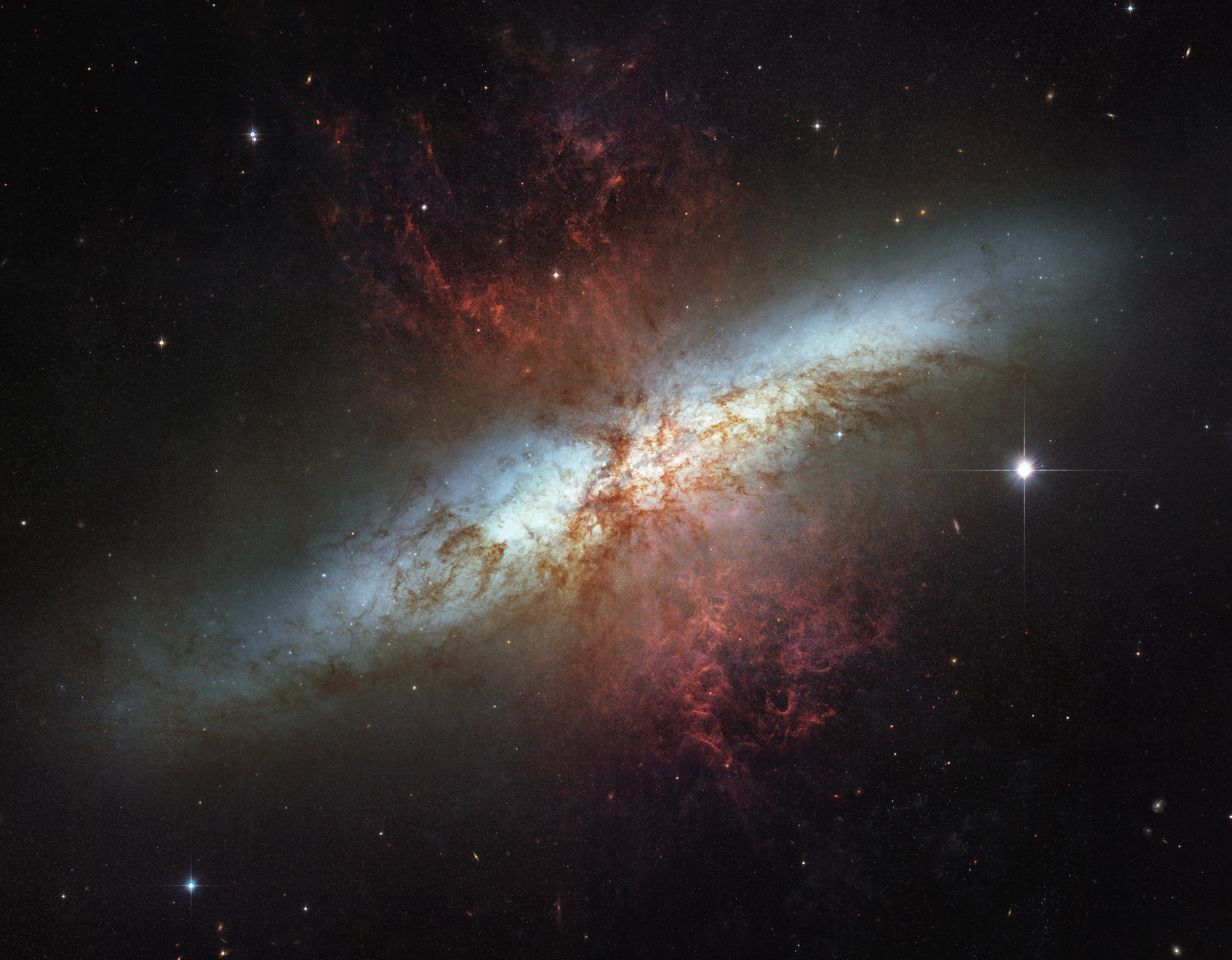
A galáxia do Cigarro (M82).

Em 4 de março, Méchain descobriu mais um objeto no aglomerado de galáxias de Virgem (M85). Intrigado, Messier decidiu realizar uma grande varredura nessa região do céu em 18 de março e, naquela noite, catalogou mais nove objetos, oito deles pertencendo ao aglomerado de Virgem (Messier 84 ao Messier 91) além do objeto Messier 92, na constelação de Hércules. Com a exceção de M85, todas são descobertas originais de o astrônomo francês, embora M92 tivesse sido descoberto por Bode em 1779. Messier registrou a grande concentração de "nebulosas" na região da constelação de Virgem em uma anotação em sua cópia pessoal do catálogo, a primeira menção documentada do aglomerado de galáxias de Virgem. Todos objetos tiveram suas posições medidas com suficiente precisão para serem identificadas no aglomerado de Virgem, mas M91 é a única exceção, provavelmente devido a um erro na redução dos dados. Esse objeto ficou perdido até a sua identificação pelo astrônomo amador William C. Williams em 1969.
Messier também descobriu o objeto Messier 93 e confirmou as descobertas de Méchain dos objetos Messier 94 a Messier 100 em 13 de abril de 1781. Também adicionou uma nota ao objeto Messier 51 na cópia pessoal de seu catálogo em relação à nova descoberta de Méchain, um objeto vizinho àquela galáxia, catalogado hoje como NGC 5195, mas não lhe atribuiu um número de catálogo próprio. Além disso, esboçou um desenho contendo M51 e seu companheiro, um dos raros desenhos dele ainda preservado.

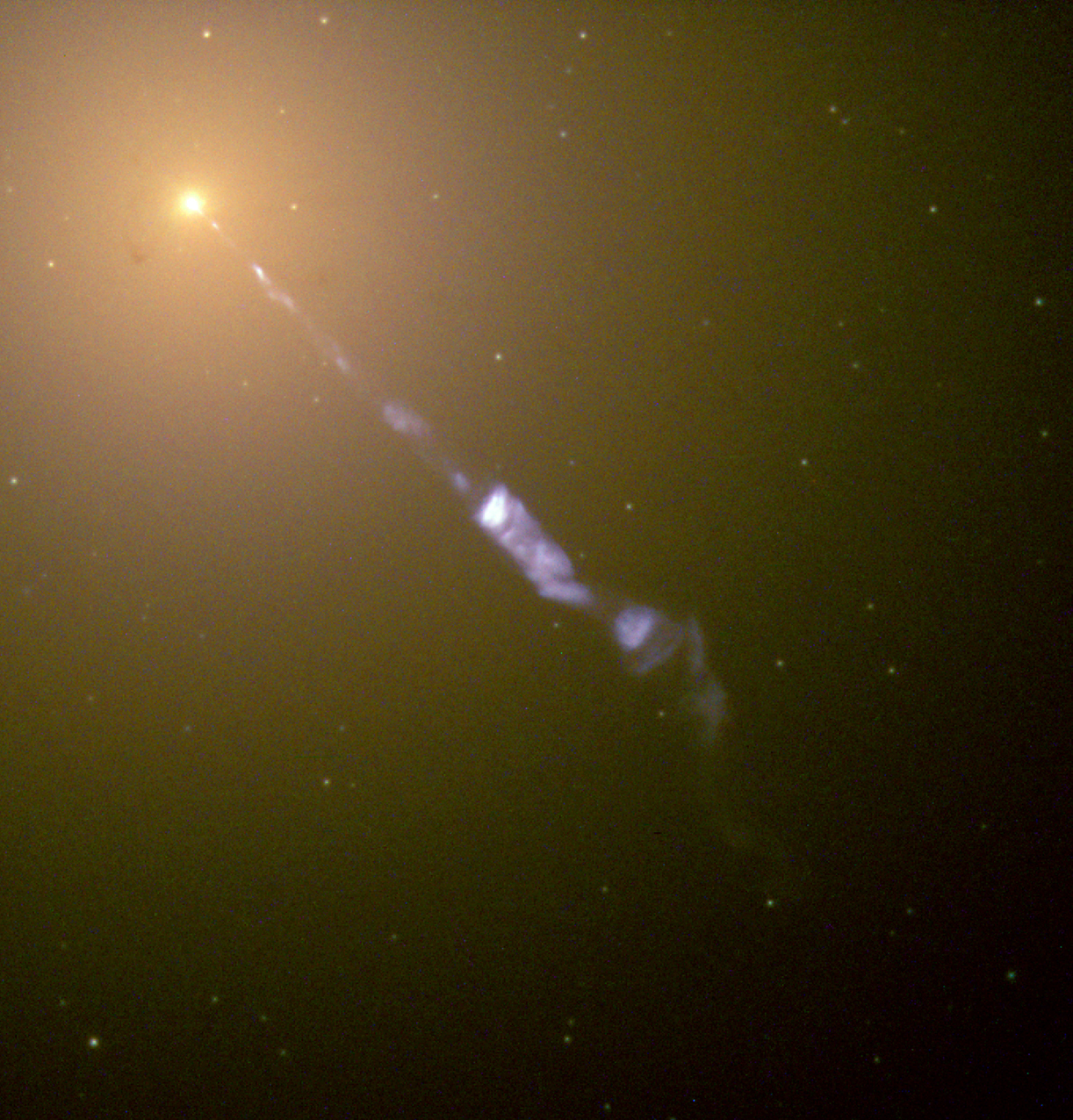
O jato de matéria (em azul) expelida do centro da galáxia Messier 87.

A data limite de submeter mais trabalhos ao anuário Connaissance des temps de 1784 estava se aproximando. Às pressas, três mais objetos observados por Méchain, Messier 101 a Messier 103, foram adicionados ao catálogo sem a validação de Messier, para que o catálogo ficasse pronto para a sua terceira e final edição de 1781.
A versão final do catálogo tinha 35 novos objetos a mais do que a segunda edição. Destes, 22 objetos foram descobertos por Méchain. Messier também descobriu independentemente outros 12 objetos; o objeto Messier 83 é o único objeto redescoberto e catalogado anteriormente por outro astrônomo, nesse caso Nicolas Louis de Lacaille. Das descobertas de Méchain, 18 eram originais, uma tinha sido originalmente descoberto por Jean-Philippe de Chéseaux em 1745-46 (Messier 71) e outras duas tinham sido previamente descobertas por Bode em 1774 e por Köhler em 1777 (Messier 81 e Messier 82). Das treze descobertas de Messier, doze são originais e apenas Messier 92 tinha sido descoberto anteriormente por Bode em 1777. Como essa terceira edição do catálogo foi publicada apenas um ano depois da segunda edição, contém basicamente objetos de mesma magnitude aparente, pois a instrumentação não evoluiu muito em um curto intervalo de tempo. Os objetos de menor brilho são da décima magnitude: Messier 108 tem uma magnitude aparente de 10,0; Messier 76 e Messier 98 de magnitude 10,1; e Messier 91 de magnitude 10,2. Apenas quatro desses 35 novos objetos são observáveis a olho nu, sendo dois deles questionáveis.

### Objetos 104 a 110

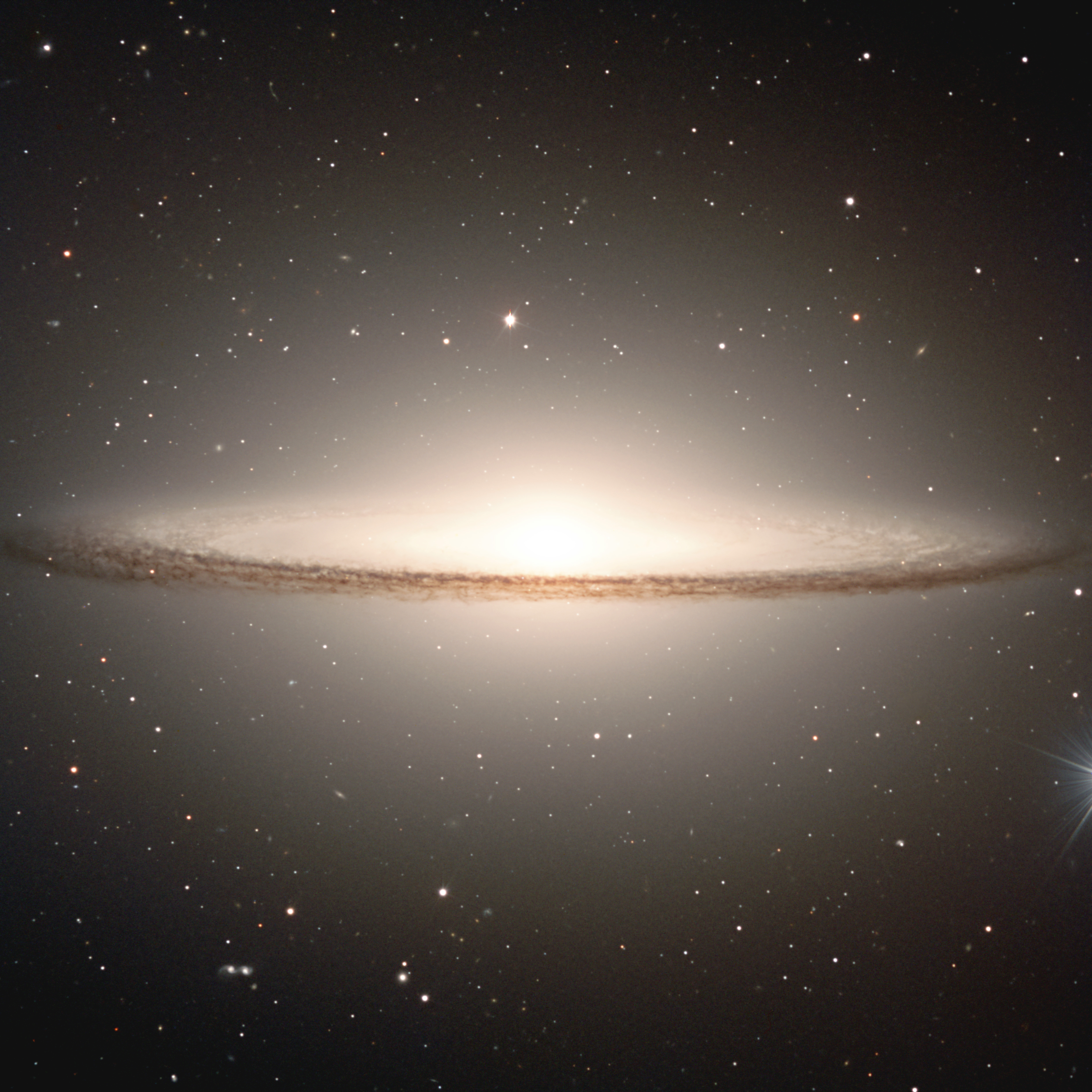
A galáxia do Sombreiro (M104).

Logo após a publicação da terceira edição em 11 de maior de 1781, Messier adicionou o objeto Messier 104 a sua cópia pessoal do catálogo, assim como as posições apuradas de Messier 102 e Messier 103, que não tinham sido conferidas antes da publicação. Pesquisando-se as notas do astrônomo francês, descobriu-se que ele havia mencionado os objetos Messier 108 e Messier 109, descobertos por Méchain, no catálogo, juntamente com Messier 97. Essas anotações indicam que Messier usou sua própria cópia do catálogo por vários anos e estava planejando publicar uma quarta versão revisada por volta de 1790.

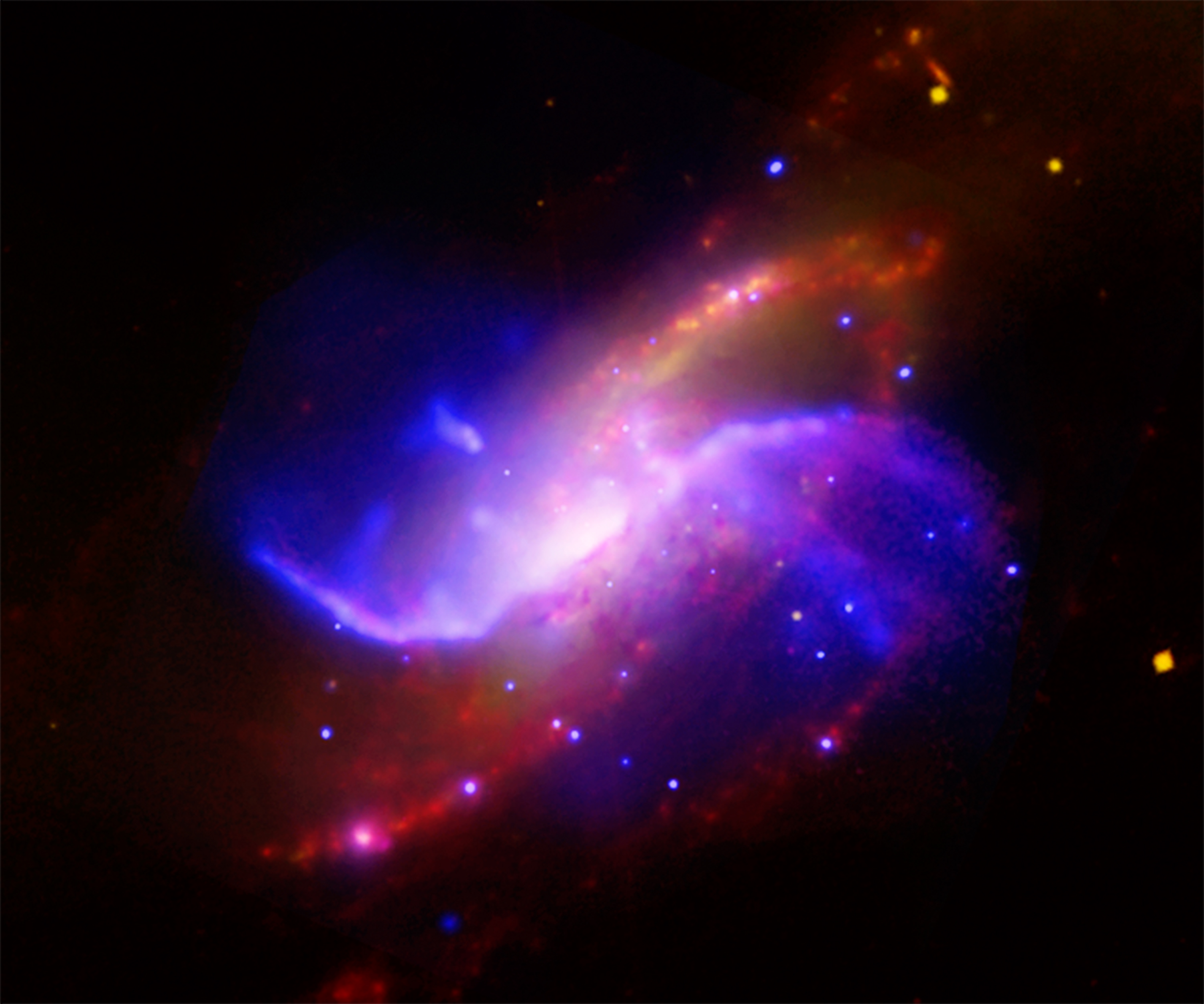
A galáxia Messier 106, vista pelo Telescópio Espacial Spitzer.

Outros três objetos foram adicionados à versão moderna do catálogo, que foram listados por Méchain em uma carta a Daniel Bernoulli, da Academia de Ciências de Berlim, conhecidos atualmente como os objetos Messier 105 a Messier 107. M105 é uma das descobertas de Méchain durante o empreendimento de observação de nebulosas de março de 1781; esta nebulosa foi esquecida e não foi incluída na versão final do catálogo. Messier 106 também foi descoberto por Méchain quatro meses mais tarde e Messier 107 foi descoberto em abril de 1782, tornando-se o último objeto do catálogo a ser descoberto. Na carta de Méchain a Bernoulli, são mencionados também os objetos M104, M108 e M109, e renuncia a descoberta de M102, embora a descrição e o posicionamento, após a reconstrução de um duplo erro na redução dos dados de posicionamento, levasse ao objeto NGC 5866. Messier também relata mais nebulosas no aglomerado de Virgem, mas não dá mais detalhes e esses objetos são considerados perdidos atualmente.
De todos os 110 objetos no catálogo moderno de Messier, o próprio Messier descobriu independentemente 65 objetos, 44 dos quais são descobertas originais. Méchain descobriu independentemente 28 ou 29 objetos (dependendo da questão do objeto M102), sendo 24 ou 25 descobertas originais. 18 objetos incluídos no catálogo já tinham sido catalogados anteriormente e outros 23 já tinham sido observados por outros astrônomos.

### Descontinuação de novas edições do catálogo

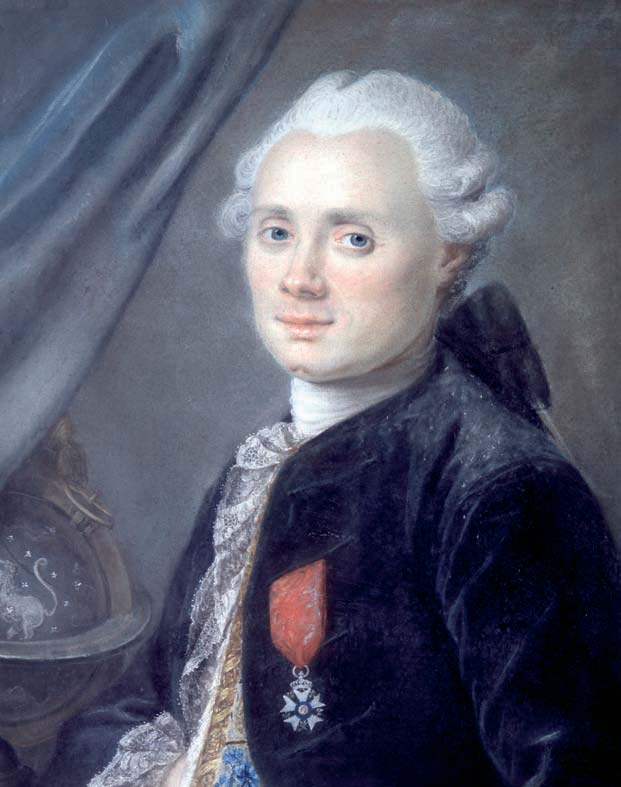
Charles Messier, criador do catálogo, em 1771.

O trabalho de Messier na confecção do catálogo foi suspenso e finalmente cessado devido a vários eventos. William Herschel descobriu um novo planeta, Urano, em 1781. Em 14 de abril daquele ano, Messier recebeu a notícia da descoberta do planeta, um dia após sua última sessão de observação com o intuito de descobrir novas nebulosas para seu catálogo. Além disso, descobriu dois cometas naquele ano; a atividade de observação de cometas sempre teve privilégio à observação de nebulosas.
Em novembro daquele ano, Messier sofreu um grave acidente ao cair em uma gruta de gelo e foi forçado a interromper suas atividades por mais de um ano. Enquanto isso, Herschel começou a empreender uma busca por aglomerados e nebulosas a partir de 1783. Messier sabia que Herschel possuía instrumentos superiores e que não era capaz de competir. Por isso, focou seu trabalho em outros objetivos, deixando de lado uma possível ampliação de seu catálogo.
Não se sabe se Messier viu os objetos M105 a M107, já que não há relatos preservados. Entretanto, é possível que soubesse da existência desses objetos, já que é provável que Méchain tivesse comunicado suas descobertas a ele, como de praxe. Além disso, as anotações de Méchain indicam que Messier pretendia publicar uma quarta edição em 1790, frustrado pela Revolução Francesa. Em 1798, Messier novamente planejou publicar uma nova edição do catálogo, incluindo novos objetos descobertos desde a publicação da terceira edição em 1781, embora nunca tenha sido concretizado tal projeto.
Em 1785, 1790 e 1796, Messier mediu com precisão a posição das estrelas pertencentes ao aglomerado do Presépio e das Plêiades. Também em 1790, também mediu com precisão a posição da "Nebulosa" de Andrômeda e seu companheiro, Messier 32. Cinco anos mais tarde, confeccionou um elaborado desenho da galáxia e de seus satélites (M32 e M110). Este foi seu último trabalho apresentado à Académie des sciences.

## Objetos Messier
Cada entrada do catálogo caracteriza um objeto do céu profundo, visto por Messier como aglomerados estelares ou nebulosa, chamados comumente de "objetos Messier". Muitos objetos definidos como nebulosas por Messier são na verdade galáxias ou aglomerados estelares, o que evidencia a instrumentação do astrônomo francês não permitia, por exemplo, distinguir corretamente aglomerados globulares de nebulosas verdadeiras.
Dos 110 objetos do catálogo, 40 são galáxias, 29 aglomerados globulares, 27 aglomerados abertos, 11 nebulosas, sendo 6 difusas, 4 planetárias e um remanescente de supernova, além de três outros objetos: Messier 24 é uma parte destacada de um dos braços da Via-Láctea, Messier 40 é uma estrela dupla e Messier 73 é um asterismo de quatro estrelas.
A princípio criado para não mais confundir esses objetos nebulosos com cometas de brilho fraco e recém-descobertos, o catálogo atualmente serve como uma lista de referência para astrônomos amadores que querem observar os objetos mais interessantes do céu noturno. Algumas de suas entradas são os mais espetaculares objetos que podem ser vistos com telescópios amadores, como a galáxia de Andrômeda (M31), a nebulosa de Orion (M42) e a nebulosa do Anel (M57).
Segue-se uma tabela de alguns dos objetos Messier mais observados pela astronomia amadora:
| Número Messier | Número NGC/IC      | Nome comum                | Imagem | Tipo do objeto            | Distância em milhares de anos-luz | Constelação  | Magnitude aparente |
| -------------- | ------------------ | ------------------------- | ------ | ------------------------- | --------------------------------- | ------------ | ------------------ |
| M1             | NGC 1952           | Nebulosa do Caranguejo    |        | Remanescente de supernova | 6,3                               | Touro        | 9,0                |
| M8             | NGC 6523           | Nebulosa Laguna           |        | Aglomerado com nebulosa   | 6,5                               | Sagitário    | 5,0                |
| M27            | NGC 6853           | Nebulosa do Haltere       |        | Nebulosa planetária       | 1,25                              | Raposa       | 7,5                |
| M31            | NGC 224            | Galáxia de Andrômeda      |        | Galáxia espiral           | 2500                              | Andrômeda    | 3,5                |
| M42            | NGC 1976           | Nebulosa de Orion         |        | Nebulosa (Região HII)     | 1,6                               | Orion        | 5,0                |
| M45            |                    | Plêiades                  |        | Aglomerado aberto         | 0,4                               | Touro        | 1,4                |
| M51            | NGC 5194, NGC 5195 | Galáxia do Rodamoinho     |        | Galáxia espiral           | 37000                             | Cães de caça | 8,0                |
| M57            | NGC 6720           | Nebulosa do Anel          |        | Nebulosa planetária       | 2,3                               | Lira         | 9,5                |
| M83            | NGC 5236           | Galáxia Cata-vento do Sul |        | Galáxia espiral barrada   | 10000                             | Hidra        | 8,5                |
| M104           | NGC 4594           | Galáxia do Sombreiro      |        | Galáxia espiral           | 50000                             | Virgem       | 9,5                |

## Astronomia amadora: maratonas Messier

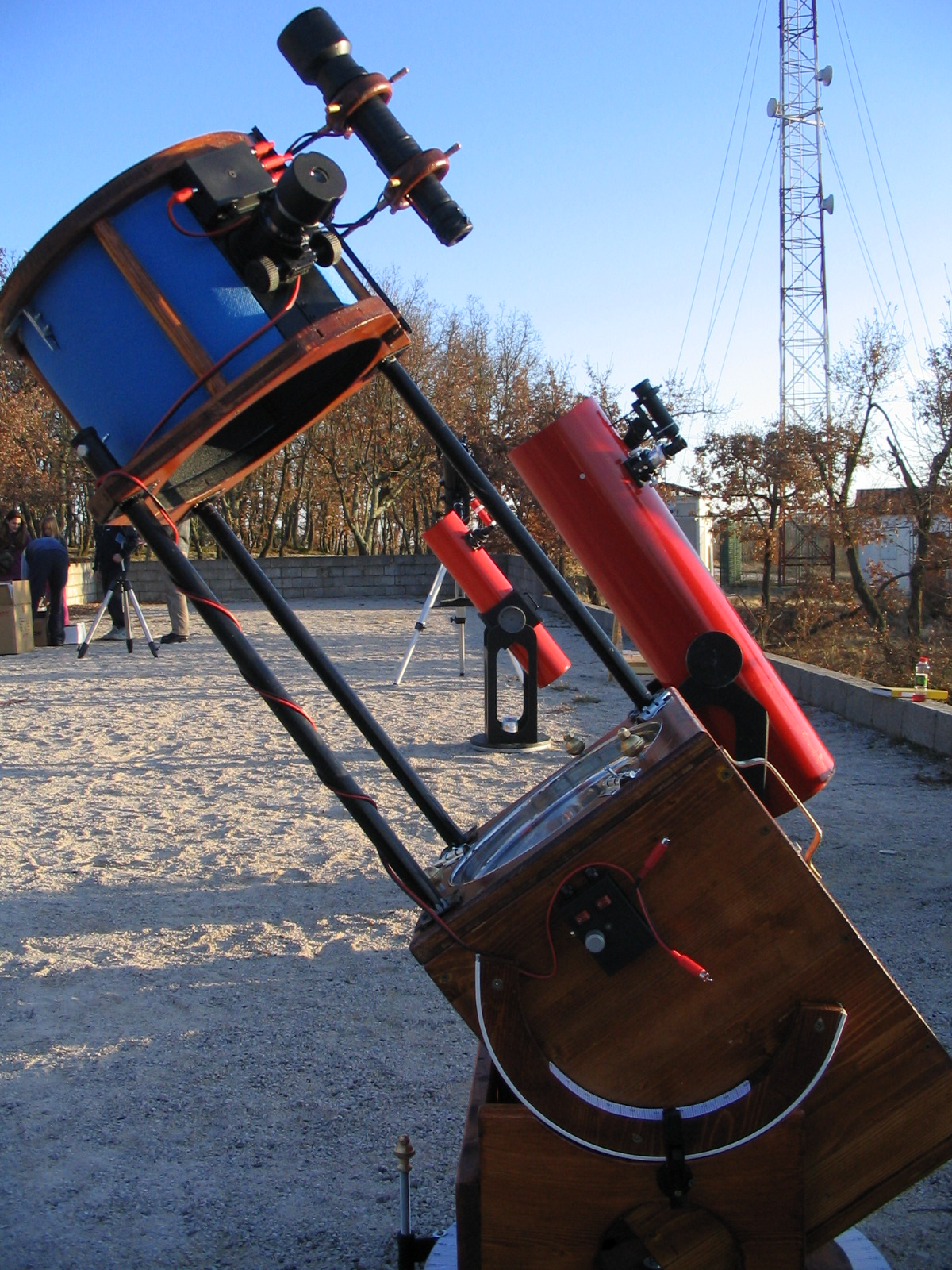
Um telescópio amador, participante de uma maratona Messier em Višnjan, Croácia.

Os objetos incluídos no catálogo Messier são de especial interesse para a astronomia amadora, primariamente pelo grande interesse e pela natureza dos objetos, mas também como um treinamento no uso de telescópios e da cartografia celeste.
A principal atividade da astronomia amadora relacionada aos objetos Messier são as maratonas Messier, um evento organizado por diversas sociedades astronômicas de vários países com o intuito de encontrar a maior quantidade de objetos Messier possível durante uma única noite. Em geral, uma maratona Messier é possível apenas no Hemisfério Norte; Charles Messier compilou seu catálogo a partir do observatório do Hôtel de Cluny, Paris, e vários objetos, como M81, M82, M52 e M103, estão em uma declinação maior do que 60°, sendo impossível sua visualização em latitudes maiores do que 30° no Hemisfério Sul. Tais maratonas são realizadas durante a Lua Nova para o brilho lunar não atrapalhar as observações. Costumeiramente, são realizadas entre março e abril de cada ano, pois nessa época é possível visualizar todos os objetos Messier em uma única noite sem que o brilho do Sol atrapalhe.
Essas "maratonas" podem ser desafiadoras, pois também dependem das condições meteorológicas e da experiência do observador em manusear o telescópio e de ler cartas celestes. Também há a desafiadora observação  dos objetos que estão reunidos em aglomerados, como no aglomerado de Virgem e no centro galáctico na constelação de Sagitário.